# أوليفر كروغر
أوليفر كروغر (بالألمانية: Oliver Krüger)‏ هو أستاذ جامعي ألماني مُتخصص في مجال دراسة الدين، ولد في 1973.